# Oswaldella frigida
Oswaldella frigida is een hydroïdpoliep uit de familie Kirchenpaueriidae. De poliep komt uit het geslacht Oswaldella. Oswaldella frigida werd in 2004 voor het eerst wetenschappelijk beschreven door Peña Cantero & Vervoort. 